# Еди (По)
Еди (фр. Aydie) насеље је и општина у југозападној Француској у региону Аквитанија, у департману Атлантски Пиринеји која припада префектури По.
По подацима из 1999. године у општини је живело 136 становника, а густина насељености је износила 17 становника/km². Општина се простире на површини од 8 km². Налази се на средњој надморској висини од 148 метара (максималној 258 m, а минималној 129 m).

## Демографија
| 1962. | 1968. | 1975. | 1982. | 1990. | 1999. | 2011. |
| ----- | ----- | ----- | ----- | ----- | ----- | ----- |
| 197   | 191   | 173   | 167   | 165   | 136   | 140   |

График промене броја становника у току последњих година